# پورانکومبورا
پورانکومبورا (به لاتین: Purankumbura) یک منطقهٔ مسکونی در سری‌لانکا است که در استان مرکزی (سری‌لانکا) واقع شده‌است.